# Aeroportul Blythe
Aeroportul Blythe (IATA: BLH, ICAO: KBLH, FAA LID: BLH) este un aeroport din California, Statele Unite ale Americii ce deservește zona Blythe⁠(d). A fost numit după zona deservită.
Situat la o altitudine de 122 m, aeroportul dispune de 2 piste.

## Infrastructură

### Piste
Aeroportul dispune de 2 piste. Pista 08/26 are suprafața de asfalt și dimensiunile 6.543 picioare × 150 picioare. Pista 17/35 are suprafața de asfalt și dimensiunile 5.800 picioare × 100 picioare. 